# Droit de vote des femmes en Russie

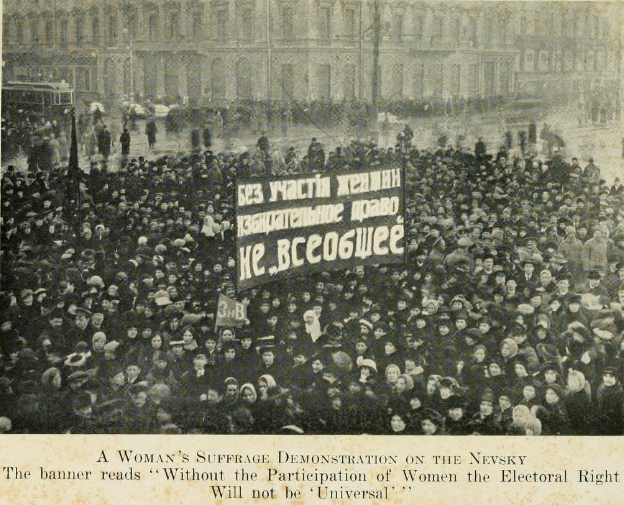
Manifestation de femmes pour le droit de vote sur la perspective Nevski (Saint-Pétersbourg) en 1917.

Le droit de vote des femmes a été introduit en Russie en 1917. Il a été précédé, dans l'Empire russe, de son institution en 1906 sur le territoire du Grand-Duché de Finlande, qui disposait d'une certaine autonomie.
Après la révolution de Février, la pression des mouvements de femmes sur le gouvernement provisoire, notamment de la Ligue pan-russe pour l'égalité des femmes (en) et une marche de 40 000 femmes sur le palais de Tauride, siège de la 4e Douma, surmontent les réserves du gouvernement provisoire, et les femmes votent pour les élections à l'Assemblée constituante, en novembre 1917, sur la base du règlement électoral du 20 juillet 1917, ainsi que pour les élections aux doumas des villes du printemps 1917.

## Le Grand-Duché de Finlande, précurseur pour l'Empire russe
Le Grand-Duché de Finlande a fait partie de l'Empire Russe de 1809 à 1917. Le mouvement des femmes s'y inscrit dans une lutte d'ensemble pour les libertés, qui inclut le droit de vote non seulement pour les femmes, mais également pour la partie de la population qui en est écartée (dans le tournant du siècle, à peine 8 % des finlandais sont électeurs).
Après les évènements de 1905, la Finlande obtient une large autonomie, et lors des élections législatives finlandaises de 1907 un parlement monocaméral est élu au suffrage universel, après que le droit de voter et d'être élu a été accordé aux hommes et aux femmes. 19 sièges sont occupés par des femmes.
La participation des femmes aux élections locales restera cependant impossible jusqu'à la proclamation d'indépendance de la République de Finlande en 1917.

## Les mouvements de femmes et la question du droit de vote des femmes dans l'Empire russe
La revendication du droit de vote des femmes est portée principalement par la Ligue pan-russe pour l'égalité des femmes (en) (russe : Всероссийская лига равноправия женщин). Cette organisation est la plus importante des organisations de femmes de l'Empire russe entre 1907 et la révolution d'Octobre 1917. Elle est enregistrée officiellement le 6 mars 1907. Ses membres sont exclusivement des femmes, et leur nombre varie entre 1 500 et 2 000, avec ses principales branches à Moscou et à Saint-Pétersbourg, mais aussi en province, notamment à Kharkov et Tomsk.
Elle est dirigée par un conseil de 16 femmes, nommées, pour trois ans. De nombreux membres de l'Union pan-russe pour l'égalité des femmes (russe : Всероссийский союз равноправия женщин), créée pendant la révolution russe de 1905 et dissoute à la fin du mouvement révolutionnaire l'ont rejointe, notamment Zinaïda Ivanova (Zenaida Mirovich), Anna Kalmanovitch, Lioudmila Ruttsen, Ariadna Tyrkova-Williams, ou Iekaterina Chtchepkina.  
La ligue avait d'une part une activité philantrophique, éducative et de solidarité, et un objectif politique d'égalité des droits. Son lobbying auprès de la Douma lui permet d'obtenir l'égalité en matière d'héritage, et la suppression des restrictions à l'attribution de passeports aux femmes mariées, mais malgré de constants efforts, elle n'obtient pas le vote d'une loi sur le vote des femmes. Elle organise des congrès de femmes, dont le 1er congrès pan-russe des femmes les 23-29 décembre 1908 et le 1er congrès pan-russe pour l'éducation des femmes du 26 décembre 1912 au 4 janvier 1913 à Saint-Pétersbourg.
La revendication du droit de vote pour les femmes est portée également par les partis révolutionnaires, notamment sociaux-démocrates. La première et la seconde conférence de l'internationale socialiste des femmes (Stuttgart en 1907 et Copenhague en 1910) ont inscrit le droit des votes des femmes dans leurs objectifs. Le parti-ouvrier social démocrate de Russie, depuis son second congrès (1903), revendique une égalité légale et politique complète pour les femmes, mais cherche à se démarquer du mouvement libéral et du féminisme « bourgeois » et du mouvement libéral. Il a soutenu les manifestations organisées pour la journée internationale des femmes, notamment en 1913, 1914 et 1917.

## La révolution de février et le droit de vote des femmes
La révolution de Février et les manifestations de la journée internationale des femmes relancent ce mouvement. La ligue, dirigée par Poliksena Chichkina-Iaveïn fait signer une pétition demandant l'égalité de suffrage. Dans un premier temps, le gouvernement provisoire et le soviet des députés ouvriers et des délégués des soldats considèrent que la revendication du droit de vote pour les femmes n'est pas d'actualité, et se refusent à y apporter leur soutien. Mais le 19 mars 1917, à Saint-Pétersbourg, 40 000 femmes manifestent vers le siège de la 4e Douma, avec comme slogans : « la femme libre dans la Russie libre », « sans participation des femmes le droit de vote n'est pas universel », « la place des femmes est à l'assemblée constituante ».
Le président de la Douma, Mikhaïl Rodzianko et le représentant du soviet de Petrograd Nicolas Tcheidze prennent part au meeting organisé devant le Palais de Tauride. Les discussions se poursuivent devant la presse, et les négociations des organisations de femmes de Saint-Pétersbourg et de Moscou avec le gouvernement débouchent, deux jours plus tard, sur l'engagement du prince Gueorgui Lvov, président du gouvernement provisoire, d'accorder le droit de vote aux femmes,.
Le 15 avril 1917, le gouvernement provisoire prend un décret « relatif aux élections dans les principales douma de ville et à la participation à l'administration des villes » selon lequel tous les citoyens de plus de 20 ans, sans distinction de nationalité et de croyance, ont le droit de vote pour ces élections. Le 20 juillet 1917, le règlement sur les élections à l'assemblée constituante, organe législatif suprême de l'État, institue « le suffrage universel, sans distinction de sexe ».

## Élections de 1917
Au printemps 1917, des femmes se sont déjà présentées dans des élections locales pour les doumas de ville. Celle de Vologda est la première à comporter deux femmes, élues en avril.
Les élections à l'assemblée constituante ont lieu les 22 et 29 novembre, après la révolution d'Octobre et la prise du pouvoir par les Bolcheviks. Seules 10 femmes sont élues parmi les 793 membres de l'assemblée, :
- Ievguenia Bosch (1879-1925), liste no 9 de Tchernigov, POSDR (bolchévique) ;
- Catherine Breshkovski (1844-1934), liste no 1 de Tchernigov, socialistes révolutionnaires ;
- Vera Figner (1852-1942), liste no 6 d'Astrakhan, socialistes révolutionnaires et soviet des constitutionnels démocrates ;
- Varvara Iakovleva (1884-1941), liste no 5 de Toula, POSDR (bolchévique).
- Alexandra Kollontaï (1872-1952), liste no 7 de Iaroslav, sociaux démocrages internationalistes (bolchéviques) ;
- Olga Matveïevskaïa (1882-?), liste no 3 d'Orel, socialistes révolutionnaires et soviet de députés paysans ;
- Maria Perveïeva (1879-1934), liste no 3 de Voronej, socialistes révolutionnaires ;
- Ielena Razmirovitch (1886-1953), liste no 4 du Front Ouest, POSDR (bolchévique) ;
- Anastassia Sletova-Tchernova (1873-1938), liste no 1 de Tambov et soviet des députés des paysans ;
- Maria Spiridonova (1884 -1941), liste no 3 de Vladimir, congrès des députés des paysans et socialistes révolutionnaires.

L'assemblée constituante sera convoquée puis immédiatement dissoute en janvier 1918 par le nouveau pouvoir. Aux élections à la douma de Saint-Pétersbourg, 91 des 1122 candidats sont des femmes. 10 femmes sont élues, pour 200 sièges.
La constitution de la république socialiste fédérative soviétique de Russie, ratifiée le 10 juillet 1918 par le 5e congrès des soviets, pose le principe d'égalité des droits entre les hommes et les femmes, notamment sur le plan politique.